# Politique de la peur
Politique de la peur est une expression qui désigne un discours politique qui utilise la peur collective pour orienter l'opinion. Cette politique conduit à réduire les libertés individuelles lorsqu'elle est mise en oeuvre par un gouvernement,.

## Origine
Dès le début du XXe siècle, H. L. Mencken, journaliste, écrivain, célèbre critique de la culture américaine, considérait que « le but de la politique est de garder la population inquiète et donc en demande d’être mise en sécurité, en la menaçant d’une série ininterrompue de monstres, tous étant imaginaires ».
John W. Dean, ancien conseiller du président Richard Nixon, considère la politique de la peur comme la marque exclusive des dictatures d'Amérique latine jusqu'au gouvernement de George Bush. Selon Franck Furedi, professeur de sociologie à l'université du Kent, auteur de « Politics of Fear », l’expression « politique de la peur » implique que des politiciens manipulent volontairement les craintes des populations pour réaliser leurs objectifs. Cette politique est, selon lui, devenue une des caractéristiques principales de la vie publique américaine depuis le 11 septembre 2001. Elle a été particulièrement pointée dans les actions de John Ashcroft qui, selon certaines analyses, comme celle du président de l'International Center de l'université de Floride, n'aurait pas laissé « la loi interférer avec ses actions » et aurait « préféré faire appel de manière subliminale au racisme et à la xénophobie ».
Mais la politisation de la peur ne date pas de 2001 et la menace que représente la possession, par certains pays, d’armes de destruction massive était déjà brandie depuis les années 1990. L'expression avait même été utilisée dans les années 1970 pour désigner le maccarthysme et auparavant pour le « péril jaune » ou la propagande du régime nazi[réf. nécessaire].
Plusieurs médias du Royaume-Uni utilisaient la même expression, affirmant que cette politique avait rapidement été adoptée par le gouvernement de Tony Blair. Selon certains journalistes, elle serait même adoptée par le Hezbollah, pour une cause différente. Selon d'autres études, l'Australie aurait également eu recours à une politique de la peur dans sa gestion de l'immigration.
Dans son ouvrage Risque : la science et les politiques de la peur, Dan Gardner, développe l'idée que notre évaluation des risques et les actions que nous entreprenons pour nous en protéger ne sont pas rationnelles mais émotionnelles et provoquées par les médias et les politiciens.
Plusieurs études sociologiques ont tenté d'évaluer les implications sociales de la politique de la peur dans la gestion du terrorisme aux États-Unis,. Kate Nash, en particulier, présente la politique de la peur comme à la fois un contrepoids et un complément à ce qu'elle appelle « la politique du désir » (parmi les quatre modèles de politique qu'elle définit, politique tribale, politique du désir, politique de la peur, et politique de la certitude) .

## Politique de la peur et libertés individuelles
Certaines associations de défense des droits de l'homme décrivent la politique de la peur comme utilisant un discours alarmiste afin de justifier ainsi l'adoption de mesures disproportionnées, dont le résultat serait le contrôle des populations que ces mesures étaient censées protéger. Amnesty International, dans son rapport de 2007, décrivait un « monde divisé » en conséquence de la politique de la peur menée dans la guerre contre le terrorisme.
En mai 2009, Janet Napolitano, secrétaire à la Sécurité intérieure des États-Unis, affirme que le gouvernement de Barack Obama souhaite « sortir de la politique de la peur ».

## États-Unis
Dans son livre Propaganda (1928), Edward Bernays explique que la mentalité collective n’est pas guidée par la pensée mais « par l’impulsion, l’habitude ou l’émotion ».
Leo Strauss, philosophe politique, développe l'idée que le peuple est divisé en « nombreux communs » (« vulgar-many ») et « peu de sages » (« wise-few »). Les sages ont pour tâche de maintenir l'ordre, et pour atteindre leur but peuvent user de « nobles mensonges » (« noble lies »). Si les « nombreux communs » sont laissés à l'individualisme, au libéralisme et au relativisme, il ne peut en résulter que le chaos. Un mythe inventé par les dirigeants servira à contrôler le peuple. En inventant ou en entretenant une « guerre perpétuelle », le peuple pourra être mené pour son propre bien. Les néo-conservateurs américains se réclament de la philosophie de Leo Strauss[réf. souhaitée].
L'influence des néo-conservateurs commencerait dans les années 1980, où ils ont conseillé le président Ronald Reagan. Le principe serait de mettre en place un mythe où les États-Unis seraient le représentant du bien et l'URSS l'« Empire du Mal ». L'équipe B qui interprétait en parallèle de la CIA les informations fournies, est soupçonnée d'avoir surévalué la menace que représentait l'URSS à l'époque, voire d'avoir inventé certaines menaces.
Après le 11-Septembre, George W. Bush a utilisé une rhétorique déjà utilisée pendant la guerre froide, en qualifiant Al-Qaïda d'incarnation des forces du Mal. La communication de Bush s'est alors tournée vers l'Irak, régime politique décrit comme membre de l'Axe du Mal. Des liens entre Al-Qaida et l'Irak ont alors été supposés, mais jamais confirmés. L'Irak a aussi été suspecté de fabriquer des armes de destruction massive, ce qui s'est avéré être un mensonge forgé à dessein.
Noam Chomsky a montré de manière convaincante que la surévaluation du danger représenté par la guerre froide et la « guerre contre le terrorisme » n'ont été qu'un moyen pour les États-Unis de tenter de renforcer leur hégémonie.
L'appel au rejet de la politique de la peur était l'un des arguments de la campagne de Barack Obama.

## Critiques de l'utilisation du concept par les médias et certaines ONG

### Sur une politique de la peur exclusivement de la province de Québec (Canada)
La loi 12 (le projet de loi 78) concourt à l’instauration « d’un régime de répression et de peur », estime Charles-Maxime Panaccio, professeur à la section de droit civil de l’université d’Ottawa.

### Sur une politique de la peur exclusivement «républicaine»
Certains journalistes décèlent une utilisation plus large de la politique de la peur, y compris dans la politique de Barack Obama quand il évoque, par exemple, « le risque que fait peser sur notre planète » des entreprises comme EXXON.

### Jouer la carte de la politique de la peur
Selon certains observateurs, « politique de la peur » est devenue une expression pratique qui s'est répandue au-delà de l'Amérique du Nord pour attaquer à moindre frais diverses propositions politiques.

## Films

### Documentaires
- Bowling for Columbine (2002), de Michael Moore
- Fahrenheit 9/11 (2004) de Michael Moore
- The Power of Nightmares (Le Pouvoir des cauchemars) dont le sous-titre est The Rise of the Politics of Fear (L'Émergence des politiques de la peur)[31] est un documentaire de la BBC qui met en avant les similarités entre le néo-conservatisme aux USA et le mouvement islamique radical.

#### Aspects théoriques
- Psychologie sociale
- Hystérie collective
- Émotions d'une foule
- Guerre de l'information
- Panique morale
- Contrôle social

#### Conséquences politiques
- Tolérance zéro
- État policier
- Récupération politique

#### Critiques des médias
- Désinformation
- Cirque médiatique
- Propagande
- Sensationnalisme